# Boulengerochrominae
Sous-famille
Les Boulengerochrominae sont une sous-famille monotypique de cichlidés d'Afrique endémiques du lac Tanganyika.

## Liste desgenres
- Boulengerochromis Pellegrin, 1904